# クロモンサカタザメ属
クロモンサカタザメ属 (Aptychotrema) は、ノコギリエイ目に属するエイの属の一つ。

## 解説
体型はサカタザメと同じだが、黒く薄い斑点がついているものが多い。
コモンサカタザメ、シャベルノーズギターフィッシュの仲間ではなく、トリゴノリナ科に分類する。固有種も存在する。

## 種
三種が含まれる。
- Aptychotrema rostrata ウスクロモンサカタザメ
- Aptychotrema timorensis クロモンサカタザメ
- Aptychotrema vincentiana オビクロモンサカタザメ